# Botan (Software)
Botan ist eine freie Kryptographie-Bibliothek, die in C++ geschrieben und unter BSD-Lizenz veröffentlicht wurde. Sie stellt eine große Auswahl an kryptographischen Algorithmen, Formaten und Verschlüsselungsprotokollen (z. B. SSL und TLS) bereit.
Sie wird unter anderem in den Software-Projekten Monotone (verteiltes Versionskontrollsystem), OpenDNSSEC, und ISC Kea DHCP Server verwendet.
Das Projekt hieß ursprünglich OpenCL und wurde 2002 in Botan umbenannt, da Apple und die Khronos Group den Namen OpenCL für einen offenen Standard für plattformübergreifendes Rechnen auf CPUs und GPUs benutzen.
Das deutsche Bundesamt für Sicherheit in der Informationstechnik (BSI) beauftragte 2007 die Firma FlexSecure GmbH mit der Implementierung für Card Verifiable Certificates in Biometrischen Reisepässen in Botan. Die modifizierte Botan-Version wurde unter dem Namen InSiTo veröffentlicht.
Das BSI finanzierte 2015 das Projekt „Sichere Implementierung einer allgemeinen Kryptobibliothek“, das 2017 mit der Verbesserung der Dokumentation, der Testsuite und der Features von Botan abgeschlossen wurde.
Seit Anfang 2022 läuft das Nachfolgeprojekt „Pflege und Weiterentwicklung der Kryptobibliothek Botan“, bei dem vor allem die Implementierung neuer Post-Quanten-Verfahren im Vordergrund steht.